# Duález
Duález es una localidad del municipio de Torrelavega (Cantabria, España). Está a una distancia de 2,3 kilómetros de la capital municipal, Torrelavega, en la comarca del Besaya. La localidad se encuentra a una altitud de 12 metros sobre el nivel del mar. Se encuentra junto al pueblo de Ganzo, perteneciente también al mismo término municipal, con el que está asociado en diversas organizaciones, como en las asociaciones vecinales. En el año 2019 contaba con una población de 337 habitantes (INE). Su patrón es San Pelayo, mártir, cuya festividad se celebra el 26 de junio. En esta localidad se encuentra la fábrica Sniace.
Es un lugar donde tradicionalmente se consumía zumo de moras. Este brebaje se obtenía de diversas maneras, pero la más lógica, evidentemente, era acercarse a cualquier arbusto donde se pudiesen obtener tales frutos. 
Una de las "novatadas" típicas de esta población era que un niño más pequeño, incitado por los mayores, fuese a buscar moras en donde también había ortigas. A esta tradición, que afortunadamente ha pasado a la historia, como tantas otras, se denominaba como "rito de transición al bienestar". No existen registros impresos de males mayores, pero con el paso del tiempo, se eliminó esta costumbre regional al considerarse demasiado bárbara y arriesgada.
- Datos: Q5815327